# Блэк-дэт-метал
Блэк-дэт-метал (англ. black/death metal, blackened death metal) — пограничный стиль, вобравший в себя элементы блэк-метала и дэт-метала. Присутствуют гитарные тремоло и бласт-биты, характерные для блэка, техничная игра на ударных инструментах и гитарах, характерная для дэта. В качестве вокала чаще всего выступает гроулинг. Тематика текстов, как и в блэке, — антирелигиозная, либо оккультная.
Ещё на заре формирования жанров блэк-метал и дэт-метал из трэш-метала группы подобные Hellhammer и Celtic Frost исполняли смесь этих жанров. Однако блэк-дэт сформировался лишь в 1990-х, когда сцены блэка и дэта получили чёткие границы. Другими предтечами можно назвать дебютные альбомы I.N.R.I. (1987) бразильской группы Sarcófago и Fallen Angel of Doom (1990) канадской группы Blasphemy.
Дебютный альбом Rites of the Black Mass (1992) американской группы Acheron, клавишником в которой на ранних этапах был верховный жрец Церкви Сатаны Питер Гилмор, является одной из самых ранних записей в данном стиле. Шведскими ранними примерами являются дебютные альбомы The Somberlain (1993) группы Dissection и The Nocturnal Silence (1993) группы Necrophobic. С середины 1990-х стиль развивается европейскими командами Belphegor (Австрия), Panzerchrist (Дания), Hate (Польша), God Dethroned (Нидерланды), Sacramentum (Швеция), Twin Obscenity (Норвегия) и прочими. Также свой вклад сделали американские группы Angelcorpse и Crimson Thorn (исполняющая христианский метал). Однако стиль приобрёл широкую известность лишь в 1999 году, с релизами IX Equilibrium норвежской группы Emperor и Satanica польской группы Behemoth.
С конца 1990-х свои релизы в блэк-дэт-стилистике стали выпускать новые группы, среди которых Anaal Nathrakh, Astarte, Arkhon Infaustus, Akercocke, Zyklon, Myrkskog, Vesania, Goatwhore, Demonic Resurrection, Epoch of Unlight, The Funeral Pyre, Chthonic и прочие.
В 2016 году Фредерик Леклер (DragonForce), Джои Джордисон (Slipknot), Аттила Чихар (Mayhem) и прочие участники объединились в супергруппу под названием Sinsaenum. Дебютный альбом Echoes of the Tortured был издан 29 июля 2016 года на лейбле earMUSIC. Jason Deaville из exclaim.ca сравнил звучание этого альбома с различными блэк- и дэт-исполителями, в том числе с представителями блэк-дэта Goatwhore, Behemoth и Zyklon.